# Zingeria biebersteiniana
Espèce
Statut de conservation UICN

 LC ver 3.1 : Préoccupation mineure
Synonymes
- Agrostis biebersteiniana Claus
- Agrostis trichoclada Griseb.
- Zingeria trichopoda subsp. biebersteiniana (Claus) Dogan, nom. superfl

Zingeria biebersteiniana est une espèce de plantes monocotylédones de la famille des Poaceae, sous-famille des Pooideae, originaire d'Eurasie.
Cette espèce est l'une des rares espèces de plantes à fleurs à posséder seulement deux chromosomes (2n=2x=4). Ces espèces sont, outre Zingeria biebersteiniana, trois autres monocotylédones (Colpodium versicolor [Poaceae], Ornithogalum tenuifolium et Rhynchospora tenuis) et deux dicotylédones (Haplopappus gracilis et Brachyscome dichromosomatica),.

## Liste des sous-espèces
Selon Tropicos (12 décembre 2017) (Attention liste brute contenant possiblement des synonymes) :
- sous-espèce Zingeria biebersteiniana subsp. biebersteiniana
- sous-espèce Zingeria biebersteiniana subsp. trichopoda (Boiss.) R.R. Mill